# Război de gherilă
Război de gherilă este un nume dat unui stil neconvențional de luptă practicat de un număr mic de combatanți (de regulă civili), care utilizează tactici bazate pe mobilitate pentru a lupta contra unei armate mai mari și mai puțin mobile. Trupele de gherilă se folosesc de ambuscade (atragerea inamicului într-un teritoriu nefamiliar și/sau nepropice acestuia) și atacuri-surpriză îndreptate asupra unor ținte vulnerabile din teritoriul inamic.